# 日本旅行業協会
一般社団法人日本旅行業協会（いっぱんしゃだんほうじん にほんりょこうぎょうきょうかい、英文名称Japan Association of Travel Agents、略称JATA）は、旅行会社（旅行業）の業界団体である。全国旅行業協会に比べて年会費が高額であるため、会員は第1種・第2種の比較的大規模な旅行会社が多い。以前は国土交通省所管の社団法人だったが、公益法人制度改革に伴い、2011年4月1日に一般社団法人に移行。

## 業務内容
- 旅行業法に基づく苦情処理業務
- 弁済保証業務
- 旅行業者に対する指導、旅行業従事者に対する研修
- 総合旅行業務取扱管理者試験の事務代行
- 旅行業務に関する調査・研究、広報活動
- ハッピーマンデー制度推進[3]など、官公庁に対するロビー活動
- 児童買春防止のためのコードプロジェクトの推進
- e-TBT（電子旅行取引信頼マーク）制度の実施
- JATA国際フォーラム・旅博の開催運営

## 沿革
- 1959年（昭和34年）6月10日 - 国際旅行業者協会発足
- 1963年（昭和38年）11月 - 社団法人としての認可を受ける
- 1972年（昭和47年）4月5日 - 運輸大臣指定の旅行業協会となる
- 1975年（昭和50年）10月1日 - 日本旅行業協会に名称変更
- 2011年（平成23年）4月1日 - 一般社団法人に移行